# Georgia Championship Wrestling
La Georgia Championship Wrestling fu una federazione di wrestling con sede ad Atlanta, Georgia, che operò dal 1944 al 1984. La compagnia aveva il proprio omonimo programma televisivo che veniva trasmesso dal canale WTBS, ed era molto seguito negli anni settanta ed ottanta. Seppur con base nella città di Atlanta, la federazione organizzava anche eventi di wrestling dal vivo in tutto lo Stato della Georgia. Il territorio era affiliato alla National Wrestling Alliance.

## Programma televisivo

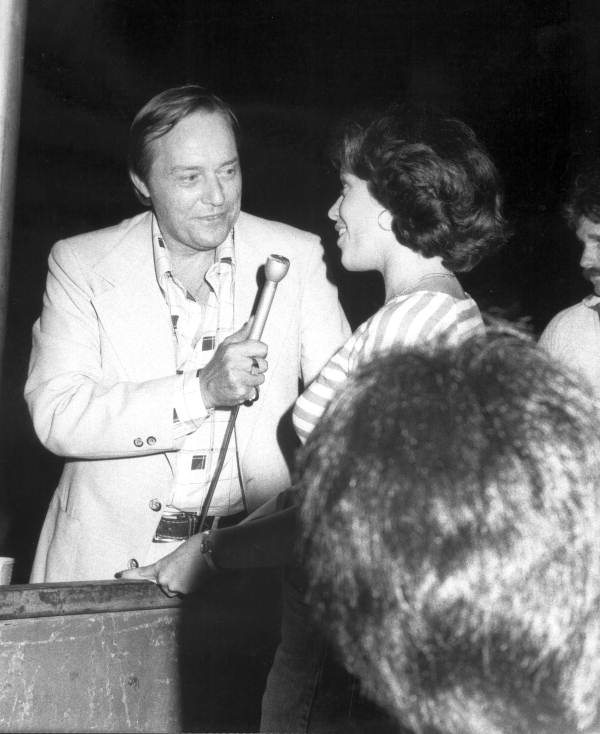
Gordon Solie intervista una fan, 1979

Lo show Georgia Championship Wrestling, presentato da Gordon Solie e in onda il sabato sera, veniva registrato negli studi della WTBS su West Peachtree Street ad Atlanta. In studio era presente un piccolo (ma rumoroso) pubblico, come nella maggior parte dei programmi di wrestling dell'epoca. Lo show, che debuttò nel 1971, prevedeva incontri di wrestling, interviste e promo, e lo sviluppo delle varie storyline che coinvolgevano i lottatori della federazione. Nel 1982 il titolo del programma fu cambiato in World Championship Wrestling e dieci anni dopo, nel 1992 il titolo definitivo divenne WCW Saturday Night.

## Storia

### ABC Booking
La Georgia Championship Wrestling fu fondata nel 1994 ad Atlanta dal promoter Paul Jones (vero nome Andrew Lutzi) con il nome ABC Booking. La ABC organizzava i propri eventi ogni venerdì sera nel Municipal Auditorium di Atlanta. Jones diresse l'ABC per trent'anni prima del suo ritiro nel 1974, anche se nel periodo 1970-1972 fu assistito dal booker Ray Gunkel, in quanto molto malato (Jones morì nel 1988). Il giorno di Natale del 1971, la Georgia Championship Wrestling mandò in onda il suo primo show televisivo, che fu considerato uno speciale natalizio, per poi iniziare le trasmissioni regolari a partire dal gennaio 1972.
Nel 1972 ci furono alcuni grossi cambiamenti nella compagnia. Per prima cosa, iniziò ad organizzare match nell'allora nuovo Omni Coliseum. Secondariamente, trasferì il proprio programma televisivo dal canale WQXI-TV (ora WXIA) al canale WTCG (in seguito WTBS) di proprietà di Ted Turner.

### Mid-South Sports
Il nuovo accordo televisivo fu una delle ultime decisioni di Gunkel, che morì a causa di un infarto poco tempo dopo. Il decesso del booker causò qualche problema interno alla compagnia, con la vedova di Ray, Ann, che fu estromessa dalla dirigenza in favore di Bill Watts, e il nome della federazione fu cambiato in Mid-South Sports. Ann Gunkel decise allora di fondare la propria federazione di wrestling che chiamò All-South Wrestling Alliance.
All'inizio le cose non sembrarono andare bene per la Mid-South, poiché molti dei wrestler maggiori se ne erano andati con Ann, e per cercare di risolvere il problema fu chiamato in causa Jim Barnett, un esperto uomo d'affari che aveva diretto federazioni di wrestling in Michigan, Indiana, Ohio, Colorado e Australia; ma alla fine la All-South Wrestling Alliance fallì nel 1974, e la questione si risolse in favore della Mid-South.

### Georgia Championship Wrestling
Quando la WTBS cominciò le trasmissioni via satellite nel 1976, rendendo disponibili i propri programmi in tutti gli Stati Uniti, la rinominata Georgia Championship Wrestling divenne la prima federazione affiliata alla NWA ad essere trasmessa a livello nazionale.
Nel 1982, la Georgia Championship Wrestling cambiò il titolo del proprio show televisivo in World Championship Wrestling.
Alla fine del 1983 Barnett fu estromesso dalla federazione in seguito a una lotta per il potere che coinvolse Jack Brisco, Jerry Brisco e, in misura minore, Ole Anderson, socio minoritario della compagnia.

### "Black Saturday"
La data del 14 luglio 1984 è conosciuta nel mondo del wrestling statunitense come il Black Saturday. Quel giorno la Georgia Championship Wrestling cessò di esistere quando Vince McMahon acquistò l'intera compagnia e lo spazio televisivo della stessa per espandere la WWF. I fratelli Brisco convinsero la maggioranza degli azionisti a vendere la GCW a McMahon per 900,000 dollari e la garanzia di un posto fisso in WWF.
Freddie Miller, storico annunciatore GCW, fu l'unico membro del cast originale del programma televisivo della Georgia Championship Wrestling a non dare le dimissioni in segno di protesta per il passaggio di proprietà inaspettato. La versione WWF dello show ebbe un crollo degli ascolti, e nel 1985 McMahon vendette lo spazio televisivo a Jim Crockett Jr., un promoter della Carolina del Nord. La Jim Crockett Promotions rinominò il programma World Championship Wrestling.

### Championship Wrestling from Georgia
Dopo il "Black Saturday", Ole Anderson tentò di proseguire fondando la Championship Wrestling from Georgia, e nell'aprile 1985 strinse anche un accordo con la Jim Crockett Promotions per organizzare qualche evento in maniera congiunta; ma poco tempo dopo la CWG scomparve a causa di problemi finanziari, finendo per essere assorbita dalla JCP che in seguito divenne la WCW.

## Titoli

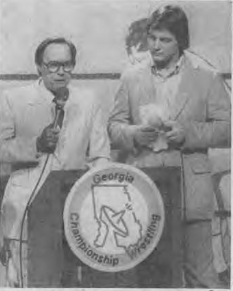
Gordon Solie e Roddy Piper, 1982 circa

- NWA Georgia Heavyweight Championship
- NWA Georgia Junior Heavyweight Championship
- NWA Georgia Television Championship
- NWA Georgia Tag Team Championship
- NWA Columbus Heavyweight Championship
- NWA Columbus Tag Team Championship
- NWA Macon Heavyweight Championship
- NWA Macon Tag Team Championship
- NWA National Heavyweight Championship
- NWA National Tag Team Championship
- NWA National Television Championship
- NWA Southern Heavyweight Championship
- NWA Southern Tag Team Championship
- NWA Southern Women's Championship
- NWA International Tag Team Championship
- NWA World Junior Heavyweight Championship
- NWA World Tag Team Championship

## Personale

### Wrestler GCW/WCW
- Ole Anderson
- Gene Anderson
- Lars Anderson
- Buzz Sawyer
- Brett Sawyer
- Bob Armstrong
- Brad Armstrong
- The Assassin
- Tony Atlas
- Abdullah the Butcher
- Ron Bass
- B. Brian Blair
- Jack Brisco
- Jerry Brisco
- Bruiser Brody
- Ted DiBiase
- Hacksaw Jim Duggan
- Wayne Ferris
- "Nature Boy" Ric Flair
- Robert Fuller
- Ron Fuller
- Dory Funk Jr.
- Terry Funk
- Jimmy Garvin
- Ronnie Garvin
- Terri Gibbs
- Dick Garza (Mighty Igor)
- Stan Hansen
- Hulk Hogan
- Austin Idol
- Paul Jones
- Junkyard Dog
- Steve Keirn
- Ivan Koloff
- Gino Hernandez
- Killer Karl Kox
- Mark Lewin
- The Masked Superstar
- Rick Martel
- Wahoo McDaniel
- Mongolian Stomper
- Don Muraco
- Jerry Oates
- Steve Olsonoski
- Paul Orndorff
- Thunderbolt Patterson
- Ken Patera
- Rowdy Roddy Piper
- Tom Prichard
- Ivan Putski
- Harley Race
- Baron Von Raschke
- Butch Reed
- Tommy Rich
- Jake Roberts
- Dusty Rhodes
- David Sammartino
- Tito Santana
- Otis Sistrunk
- Dick Slater
- The Iron Sheik
- Jimmy Snuka
- Ricky Steamboat
- George Steele
- Ray Stevens
- Big John Studd
- Kevin Sullivan
- Terry Taylor
- Nikolai Volkoff
- George Wells
- Mr. Wrestling
- Mr. Wrestling II
- Larry Zbyszko

### Tag Team e fazioni
- The Fabulous Freebirds
- Legion of Doom
- The Brisco Brothers (Jerry Brisco & Jack Brisco)